# Goran Ivanišević
Goran Šimun Ivanišević  (Split, Croàcia, RFSI, 13 de setembre de 1971) és un exjugador professional i entrenador de tennis iugoslau i croat.
Va guanyar el títol de Wimbledon en la modalitat individual el 2001, i va quedar-ne finalista en tres edicions més (1992, 1994 i 1998). És l'únic tennista que ha guanyat el títol de Wimbledon accedint al torneig gràcies a una invitació. El seu millor rànquing fou el segon lloc aconseguit l'any 1994, darrere de Pete Sampras. Va formar part de l'equip croat de Copa Davis que va guanyar el títol l'any 2005. Era conegut pel seu gran servei a alta velocitat i va mantenir durant anys el rècord de més serveis directes a Wimbledon amb 1.377, fins que va ser superat per Roger Federer l'any 2019. Va ser admès a l'International Tennis Hall of Fame l'any 2020.
També ha treballat d'entrenador de tennis per Marin Čilić, Tomáš Berdych, Milos Raonic i Novak Đoković.

## Biografia
Es va casar amb la model serbo-croata Tatjana Dragović l'any 2009, amb la qual va tenir dos fills, Amber Maria i Emanuel. El matrimoni va finalitzar amb divorci l'any 2013 i es va tornar a casar amb Nives Čanović, amb la qual va tenir un tercer fill, Oliver. El seu fill gran, Emanuel, també juga a tennis tot i que en categories inferiors.
A banda del tennis també va jugar amb l'equip de futbol croat Hajduk Split l'any 2001, i també és seguidor de l'equip anglès West Bromwich Albion. Va disputar un partit d'exhibició amb la selecció de futbol croata contra estrelles futbolístiques internacionals el 7 d'octubre de 2002 que representava el darrer partit del capità de la selecció Zvonimir Boban.

## Torneigs de Grand Slam

### Individual: 4 (1−3)
| Resultat  | Núm. | Any  | Torneig       | Oponent        | Marcador                      |
| --------- | ---- | ---- | ------------- | -------------- | ----------------------------- |
| Finalista | 1.   | 1992 | Wimbledon     | Andre Agassi   | 7−6(8), 4−6, 4−6, 6−1, 4−6    |
| Finalista | 2.   | 1994 | Wimbledon (2) | Pete Sampras   | 6−7(2), 6−7(5), 0−6           |
| Finalista | 3.   | 1998 | Wimbledon (3) | Pete Sampras   | 7−6(2), 6−7(9), 4−6, 6−3, 2−6 |
| Guanyador | 1.   | 2001 | Wimbledon     | Patrick Rafter | 6−3, 3−6, 6−3, 2−6, 9−7       |

### Dobles masculins: 2 (0−2)
| Resultat  | Núm. | Any  | Torneig           | Parella      | Oponents                           | Marcador |
| --------- | ---- | ---- | ----------------- | ------------ | ---------------------------------- | -------- |
| Finalista | 1.   | 1990 | Roland Garros     | Petr Korda   | Sergi Casal Emilio Sánchez Vicario | 5−7, 3−6 |
| Finalista | 2.   | 1999 | Roland Garros (2) | Jeff Tarango | Mahesh Bhupathi Leander Paes       | 2−6, 5−7 |

## Jocs Olímpics

### Individual
| Any  | Campionat                         | Oponent           | Resultat    |
| ---- | --------------------------------- | ----------------- | ----------- |
| 1992 | Jocs Olímpics, Barcelona, Espanya | Andrei Txerkàssov | No disputat |

### Dobles masculins
| Any  | Campionat                         | Parella     | Oponents                        | Resultat    |
| ---- | --------------------------------- | ----------- | ------------------------------- | ----------- |
| 1992 | Jocs Olímpics, Barcelona, Espanya | Goran Prpić | Javier Frana Christian Miniussi | No disputat |

## Carrera professional
Ivanišević va esdevenir tennista professional el 1988 quan guanyà el seu primer títol de dobles a Frankfurt amb Rudiger Haas.
Va fer el seu gran debut el 1990 quan en la primera ronda del Roland Garros va deixar pel camí Boris Becker i va arribar fins a quarts de final, pel que fa a aquell partit, Becker va dir sobre Ivanišević: "Ni Déu no podria haver jugat més bé". També fou finalista del Roland Garros en dobles (amb Petr Korda). Dues setmanes després, a Wimbledon, Goran va arribar a semifinals, on va perdre contra Boris Becker en 4 sets. Becker va predir després d'aquell partit que Ivanišević es convertiria algun dia en un campió a Wimbledon. Aquell any va aconseguir el seu primer títol al MercedesCup de Stuttgart i ajudà Iugoslàvia a guanyar la Copa del Món de tennis.
El 1991 va perdre a la segona ronda de Wimbledon i va generar controvèrsia no només en expressar un fort sentiment patriòtic croat durant el període de desaparació de Iugoslàvia, sinó també per incitar les dones més destacades com Monica Seles (nascuda a Sèrbia, d'origen hongarès) en expressar llur postura quant al procés iugoslau, ja que ella, per exemple, va rebutjar pronunciar-s'hi.
El 1992 va arribar a la seva primera final de Wimbledon contra Andre Agassi, tot i que fou Agassi qui s'endugué el títol. Aquell mateix any Goran va aconseguir les medalles de bronze als Jocs Olímpics de Barcelona en individuals i en dobles per a Croàcia, acabada d'independitzar.
El 1994 va arribar a la final de Wimbledon per segona vegada, aquest cop contra Pete Sampras, qui va guanyar. Aquell any va aconseguir el lloc número dos al rànquing rere Pete Sampras.
El 1995 guanyà la Grand Slam Cup en derrotar a la final Todd Martin i va arribar a les semifinals de Wimbledon, però va perdre contra Sampras.
El 1996 va aconseguir 5 títols i tornà a jugar a la final de la Grand Slam Cup, contra Boris Becker, qui va guanyar. Aquest any va guanyar la Copa Hopman per a Croàcia amb Iva Majoli.
El 1998 va aconseguir arribar a la final de Wimbledon per tercera vegada, on va tornar a perdre contra Sampras.
El 1999 arribà a la final de dobles del Roland Garros amb Jeff Tarango, però una lesió a l'espatlla va fer que comencés a perdre posicions durant els anys 1999, 2000 i 2001.
El 2001 Goran es trobava a la posició 125 al rànquing, i això ja li impedia jugar al Torneig de Wimbledon. Ja que era un triple finalista d'aquest torneig, els organitzadors van decidir atorgar-li una invitació per jugar-hi. Contra tot pronòstic, va arribar fins a la final contra Patrick Rafter. Aquesta final era la primera d'Ivanišević des del 1998, i guanyà finalment el partit amb un final de 6-3, 3-6, 6-3, 2-6, 9-7. Gràcies a aquest resultat fou guardonat amb el premi ATP Most Improved Player.

## Palmarès

### Individual: 49 (22−27)
| Llegenda (pre/post 2009)                                 |
| -------------------------------------------------------- |
| Grand Slams (1−3)                                        |
| Jocs Olímpics Bronze (1)                                 |
| Tennis Masters Cup / ATP Finals (0−0)                    |
| Grand Slam Cup (1−1)                                     |
| ATP Masters Series / ATP World Tour Masters 1000 (2−5)   |
| ATP International Series Gold / ATP World Tour 500 (7−5) |
| ATP International Series / ATP World Tour 250 (11−13)    |

| Títols per superfície |
| --------------------- |
| Dura (3−8)            |
| Gespa (2−4)           |
| Terra batuda (3−6)    |
| Moqueta (14−9)        |

| Resultat  | Núm. | Data                   | Torneig                         | Superfície   | Oponent             | Marcador                      |
| --------- | ---- | ---------------------- | ------------------------------- | ------------ | ------------------- | ----------------------------- |
| Finalista | 1.   | 22 de maig de 1989     | Florència, Itàlia               | Terra batuda | Horacio de la Peña  | 4−6, 3−6                      |
| Finalista | 2.   | 14 de maig de 1990     | Umag, Iugoslàvia                | Terra batuda | Goran Prpić         | 3−6, 6−4, 4−6                 |
| Guanyador | 1.   | 16 de juliol de 1990   | Stuttgart, Alemanya             | Terra batuda | G. Pérez Roldán     | 6−7(2), 6−1, 6−4, 7−6(5)      |
| Finalista | 3.   | 20 d'agost de 1990     | Long Island, Estats Units       | Dura         | Stefan Edberg       | 6−7(3), 3−6                   |
| Finalista | 4.   | 10 de setembre de 1990 | Bordeus, França                 | Terra batuda | Guy Forget          | 4−6, 3−6                      |
| Finalista | 5.   | 24 de setembre de 1990 | Basilea, Suïssa                 | Moqueta (i)  | John McEnroe        | 7−6(4), 6−4, 6−7(3), 3−6, 4−6 |
| Guanyador | 2.   | 17 de juny de 1991     | Manchester, Regne Unit          | Gespa        | Pete Sampras        | 6−4, 6−4                      |
| Finalista | 6.   | 12 d'agost de 1991     | New Haven, Estats Units         | Dura         | Petr Korda          | 4−6, 2−6                      |
| Guanyador | 3.   | 30 de desembre de 1991 | Adelaida, Austràlia             | Dura         | Christian Bergström | 1−6, 7−6(5), 6−4              |
| Finalista | 7.   | 3 de febrer de 1992    | Milà, Itàlia                    | Moqueta (i)  | Omar Camporese      | 6−3, 3−6, 4−6                 |
| Guanyador | 1.   | 16 de juliol de 1990   | Stuttgart, Alemanya             | Moqueta (i)  | Stefan Edberg       | 6−7(5), 6−3, 6−4, 6−4         |
| Finalista | 8.   | 5 de juliol de 1992    | Wimbledon, Regne Unit           | Gespa        | Andre Agassi        | 7−6(8), 4−6, 4−6, 6−1, 4−6    |
| Guanyador | 5.   | 5 d'octubre de 1992    | Sydney, Austràlia               | Dura (i)     | Stefan Edberg       | 6−4, 6−2, 6−4                 |
| Guanyador | 6.   | 26 d'octubre de 1992   | Estocolm, Suècia                | Moqueta (i)  | Guy Forget          | 7−6(2), 4−6, 7−6(5), 6−2      |
| Finalista | 9.   | 4 de gener de 1993     | Doha, Qatar                     | Dura         | Boris Becker        | 6−7(4), 6−4, 5−7              |
| Finalista | 10.  | 10 de maig de 1993     | Roma, Itàlia                    | Terra batuda | Jim Courier         | 1−6, 2−6, 2−6                 |
| Guanyador | 7.   | 13 de setembre de 1993 | Bucarest, Romania               | Terra batuda | Andrei Cherkasov    | 6−2, 7−6(5)                   |
| Guanyador | 8.   | 18 d'octubre de 1993   | Viena, Àustria                  | Moqueta (i)  | Thomas Muster       | 4−6, 6−4, 6−4, 7−6(3)         |
| Finalista | 11.  | 25 d'octubre de 1993   | Estocolm                        | Moqueta (i)  | Michael Stich       | 6−4, 6−7(6), 6−7(3), 2−6      |
| Guanyador | 9.   | 1 de novembre de 1993  | París, França                   | Moqueta (i)  | Andrei Medvedev     | 6−4, 6−2, 7−6(2)              |
| Finalista | 12.  | 14 de febrer de 1994   | Stuttgart                       | Moqueta (i)  | Stefan Edberg       | 6−4, 4−6, 2−6, 2−6            |
| Finalista | 13.  | 20 de juny de 1994     | Wimbledon (2)                   | Gespa        | Pete Sampras        | 6−7(8), 6−7(5), 0−6           |
| Guanyador | 10.  | 1 d'agost de 1994      | Kitzbühel, Àustria              | Terra batuda | Fabrice Santoro     | 6−2, 4−6, 4−6, 6−3, 6−2       |
| Finalista | 14.  | 12 de setembre de 1994 | Bucarest                        | Terra batuda | Franco Davín        | 2−6, 4−6                      |
| Guanyador | 11.  | 10 d'octubre de 1994   | Tòquio, Japó                    | Moqueta (i)  | Michael Chang       | 6−4, 6−4                      |
| Finalista | 15.  | 24 d'octubre de 1994   | Estocolm (2)                    | Moqueta (i)  | Boris Becker        | 6−4, 4−6, 3−6, 6−7(4)         |
| Finalista | 16.  | 8 de maig de 1995      | Hamburg, Alemanya               | Terra batuda | Andrei Medvedev     | 3−6, 2−6, 1−6                 |
| Guanyador | 12.  | 5 de desembre de 1995  | Grand Slam Cup, Múnic, Alemanya | Moqueta (i)  | Todd Martin         | 7−6(4), 6−3, 6−4              |
| Finalista | 17.  | 8 de gener de 1996     | Sydney                          | Dura         | Todd Martin         | 7−5, 3−6, 4−6                 |
| Guanyador | 13.  | 29 de gener de 1996    | Zagreb, Croàcia                 | Moqueta (i)  | Cédric Pioline      | 3−6, 6−3, 6−2                 |
| Guanyador | 14.  | 12 de febrer de 1996   | Dubai, Emirats Àrabs Units      | Dura         | Albert Costa        | 6−4, 6−3                      |
| Finalista | 18.  | 19 de febrer de 1996   | Anvers, Bèlgica                 | Moqueta (i)  | Michael Stich       | 3−6, 2−6, 6−7(5)              |
| Guanyador | 15.  | 26 de febrer de 1996   | Milà                            | Moqueta (i)  | Marc Rosset         | 6−3, 7−6(3)                   |
| Guanyador | 16.  | 4 de març de 1996      | Rotterdam, Països Baixos        | Moqueta (i)  | Ievgueni Kàfelnikov | 6−4, 3−6, 6−3                 |
| Finalista | 19.  | 18 de març de 1996     | Miami, Estats Units             | Dura         | Andre Agassi        | 0−3, retirada                 |
| Finalista | 20.  | 12 d'agost de 1996     | Indianapolis, Estats Units      | Dura         | Pete Sampras        | 6−7(3), 5−7                   |
| Guanyador | 17.  | 4 de novembre de 1996  | Moscou, Rússia                  | Moqueta (i)  | Ievgueni Kàfelnikov | 3−6, 6−1, 6−3                 |
| Finalista | 21.  | 3 de desembre de 1996  | Grand Slam Cup                  | Moqueta (i)  | Boris Becker        | 3−6, 4−6, 4−6                 |
| Guanyador | 18.  | 27 de gener de 1997    | Zagreb (2)                      | Moqueta (i)  | Greg Rusedski       | 7−6(4), 4−6, 7−6(6)           |
| Finalista | 22.  | 10 de febrer de 1997   | Dubai                           | Dura         | Thomas Muster       | 5−7, 6−7(3)                   |
| Guanyador | 19.  | 24 de febrer de 1997   | Milà (2)                        | Moqueta (i)  | Sergi Bruguera      | 6−2, 6−2                      |
| Finalista | 23.  | 9 de juny de 1997      | Londres, Regne Unit             | Gespa        | Mark Philippoussis  | 5−7, 3−6                      |
| Guanyador | 20.  | 6 d'octubre de 1997    | Viena (2)                       | Moqueta (i)  | Greg Rusedski       | 3−6, 6−7(4), 7−6(4), 6−2, 6−3 |
| Guanyador | 21.  | 2 de febrer de 1998    | Split, Croàcia                  | Moqueta (i)  | Greg Rusedski       | 7−6(3), 7−6(5)                |
| Finalista | 24.  | 22 de juny de 1998     | Wimbledon (3)                   | Gespa        | Pete Sampras        | 7−6(2), 6−7(9), 4−6, 6−3, 2−6 |
| Finalista | 25.  | 17 d'agost de 1998     | New Haven (2)                   | Dura         | Karol Kučera        | 4−6, 7−5, 2−6                 |
| Finalista | 26.  | 5 d'octubre de 1998    | Xangai, Xina                    | Moqueta      | Michael Chang       | 6−4, 1−6, 2−6                 |
| Finalista | 27.  | 9 de novembre de 1998  | Moscou                          | Moqueta (i)  | Ievgueni Kàfelnikov | 6−7(2), 6−7(5)                |
| Guanyador | 22.  | 9 de juliol de 2001    | Wimbledon                       | Gespa        | Patrick Rafter      | 6−3, 3−6, 6−3, 2−6, 9−7       |

### Dobles masculins: 19 (9−10)
| Llegenda (pre/post 2009)                                 |
| -------------------------------------------------------- |
| Grand Slams (0−2)                                        |
| Tennis Masters Cup / ATP Finals (0−0)                    |
| ATP Masters Series / ATP World Tour Masters 1000 (1−0)   |
| ATP International Series Gold / ATP World Tour 500 (1−4) |
| ATP International Series / ATP World Tour 250 (7−4)      |

| Títols per superfície |
| --------------------- |
| Dura (3−3)            |
| Gespa (1−1)           |
| Terra batuda (1−5)    |
| Moqueta (4−1)         |

| Resultat  | Núm. | Data                   | Torneig                        | Superfície   | Parella         | Oponents                            | Marcador      |
| --------- | ---- | ---------------------- | ------------------------------ | ------------ | --------------- | ----------------------------------- | ------------- |
| Guanyador | 1.   | 17 d'octubre de 1988   | Frankfurt, Alemanya Occidental | Moqueta (i)  | Rudiger Haas    | Jeremy Bates Tom Nijssen            | 1−6, 7−5, 6−3 |
| Finalista | 1.   | 2 d'octubre de 1989    | Palerm, Itàlia                 | Terra batuda | Diego Nargiso   | Peter Ballauff Rudiger Haas         | 2−6, 7−6, 4−6 |
| Finalista | 2.   | 19 de febrer de 1990   | Brussel·les, Bèlgica           | Moqueta (i)  | Balázs Taróczy  | Emilio Sánchez Slobodan Živojinović | 5−7, 3−6      |
| Finalista | 3.   | 11 de juny de 1990     | Roland Garros, França          | Terra batuda | Petr Korda      | Sergio Casal Emilio Sánchez         | 5−7, 3−6      |
| Finalista | 4.   | 20 d'agost de 1990     | New Haven, Estats Units        | Dura         | Petr Korda      | Jeff Brown Scott Melville           | 5−7, 6−7      |
| Guanyador | 2.   | 4 de febrer de 1991    | Milà, Itàlia                   | Moqueta (i)  | Omar Camporese  | Cyril Suk Tom Nijssen               | 6−4, 7−6      |
| Guanyador | 3.   | 13 de maig de 1991     | Roma, Itàlia                   | Terra batuda | Omar Camporese  | Laurie Warder Luke Jensen           | 6−2, 6−3      |
| Guanyador | 4.   | 17 de juny de 1991     | Manchester, Regne Unit         | Gespa        | Omar Camporese  | Andrew Castle Nick Brow             | 6−4, 6−3      |
| Finalista | 5.   | 22 de juliol de 1991   | Stuttgart, Alemanya            | Terra batuda | Omar Camporese  | Wally Masur Emilio Sánchez          | 6−2, 3−6, 4−6 |
| Guanyador | 5.   | 30 de desembre de 1991 | Adelaida, Austràlia            | Dura         | Marc Rosset     | Mark Kratzmann Jason Stoltenberg    | 7−6, 7−6      |
| Finalista | 6.   | 15 de juny de 1992     | Londres, Regne Unit            | Gespa        | Diego Nargiso   | John Fitzgerald Anders Järryd       | 4−6, 6−7      |
| Finalista | 7.   | 17 d'abril de 1995     | Barcelona, Espanya             | Terra batuda | Andrea Gaudenzi | Trevor Kronemann David Macpherson   | 2−6, 4−6      |
| Finalista | 8.   | 7 d'agost de 1995      | Los Angeles, Estats Units      | Dura         | Saša Hirszon    | Brent Haygarth Kent Kinnear         | 4−6, 5−7      |
| Guanyador | 6.   | 11 de setembre de 1995 | Bordeus, França                | Dura         | Saša Hirszon    | Henrik Holm Danny Sapsford          | 6−3, 6−4      |
| Guanyador | 7.   | 26 de febrer de 1996   | Milà (2)                       | Moqueta (i)  | Andrea Gaudenzi | Jakob Hlasek Guy Forget             | 6−4, 7−5      |
| Guanyador | 8.   | 27 de gener de 1997    | Zagreb, Croàcia                | Moqueta (i)  | Saša Hirszon    | Brent Haygarth Mark Keil            | 6−4, 6−3      |
| Guanyador | 9.   | 10 de febrer de 1997   | Dubai, Emirats Àrabs Units     | Dura         | Sander Groen    | Sandon Stolle Cyril Suk             | 7−6, 6−3      |
| Finalista | 9.   | 7 de juny de 1990      | Roland Garros (2)              | Terra batuda | Jeff Tarango    | Mahesh Bhupathi Leander Paes        | 2−6, 5−7      |
| Finalista | 10.  | 2 d'agost de 1999      | Los Angeles (2)                | Dura         | Brian MacPhie   | Byron Black Wayne Black             | 2−6, 6−7      |

### Equips: 1 (1−0)
| Resultat  | Núm. | Data | Torneig                       | Superfície | Equip      | Oponents                   | Marcador |
| --------- | ---- | ---- | ----------------------------- | ---------- | ---------- | -------------------------- | -------- |
| Guanyador | 1.   | 1996 | Copa Hopman, Perth, Austràlia | Dura (i)   | Iva Majoli | Martina Hingis Marc Rosset | 2−1      |

## Trajectòria

### Individual
| | Iugoslàvia | Iugoslàvia  | Iugoslàvia  | Iugoslàvia  | Croàcia | Croàcia     | Croàcia     | Croàcia     | Croàcia | Croàcia     | Croàcia     | Croàcia     | Croàcia | Croàcia     | Croàcia     | Croàcia     | Croàcia |         |         |
| Torneig | 1988       | 1989        | 1990        | 1991        | 1992    | 1993        | 1994        | 1995        | 1996    | 1997        | 1998        | 1999        | 2000    | 2001        | 2002        | 2003        | 2004    | Títols  | V − D   |
| Open d'Austràlia | A          | QF          | 1R          | 3R          | 2R      | A           | QF          | 1R          | 3R      | QF          | 1R          | A           | 2R      | Q1          | 2R          | A           | A       | 0 / 11  | 19 − 11 |
| Roland Garros | A          | 4R          | QF          | 2R          | QF      | 3R          | QF          | 1R          | 4R      | 1R          | 1R          | 1R          | 1R      | A           | A           | A           | A       | 0 / 12  | 21 − 12 |
| Wimbledon | 1R         | 2R          | SF          | 2R          | F       | 3R          | F           | SF          | QF      | 2R          | F           | 4R          | 1R      | G           | A           | A           | 3R      | 1 / 15  | 49 − 14 |
| US Open | A          | 2R          | 3R          | 4R          | 3R      | 2R          | 1R          | 1R          | SF      | 1R          | 4R          | 3R          | 1R      | 3R          | A           | A           | A       | 0 / 13  | 21 − 13 |
| Jocs Olímpics | 1R         | No celebrat | No celebrat | No celebrat | SF      | No celebrat | No celebrat | No celebrat | 1R      | No celebrat | No celebrat | No celebrat | 1R      | No celebrat | No celebrat | No celebrat | A       | 0 / 4   | 4 − 4   |
| Tennis Masters Cup | A          | A           | A           | A           | SF      | SF          | RR          | A           | SF      | A           | A           | A           | A       | RR          | A           | A           | A       | 0 / 5   | 13 − 7  |
| Total Victòries−Derrotes                                                                                                   | 1−4        | 31−26       | 51−23       | 41−23       | 61−19   | 54−21       | 65−27       | 46−24       | 77−26   | 53−22       | 44−28       | 22−26       | 14−22   | 29−22       | 6−7         | 0−3         | 4−10    | 599−333 | 599−333 |
| Rànquing a final d'any | 371        | 40          | 9           | 16          | 4       | 7           | 5           | 10          | 4       | 15          | 12          | 62          | 129     | 12          | 243         | 657         | 266     |         |         |
| Llegenda: G: Guanyador; F: Finalista; SF: Semifinalista; QF: Quarts de final; Q: Qualificació; A: Absent; RR: Round Robin; |            |             |             |             |         |             |             |             |         |             |             |             |         |             |             |             |         |         |         |

### Dobles masculins
| | Iugoslàvia | Iugoslàvia | Iugoslàvia | Iugoslàvia | Croàcia | Croàcia | Croàcia | Croàcia | Croàcia | Croàcia | Croàcia | Croàcia | Croàcia | Croàcia | Croàcia |         |         |
| Torneig | 1988       | 1989       | 1990       | 1991       | 1992    | 1993    | 1994    | 1995    | 1996    | 1997    | 1998    | 1999    | 2000    | 2001    | 2002    | Títols  | V − D   |
| Open d'Austràlia | A          | 1R         | 2R         | 1R         | 1R      | A       | 2R      | A       | A       | 1R      | 1R      | A       | 1R      | A       | A       | 0 / 8   | 2 − 8   |
| Roland Garros | A          | 3R         | F          | 2R         | 1R      | QF      | A       | A       | A       | 1R      | 1R      | F       | 2R      | A       | A       | 0 / 9   | 17 − 9  |
| Wimbledon | A          | 3R         | 1R         | 2R         | 1R      | 3R      | A       | A       | A       | A       | A       | A       | A       | A       | A       | 0 / 5   | 5 − 5   |
| US Open | A          | 3R         | 2R         | 2R         | 2R      | 2R      | A       | A       | QF      | 1R      | 1R      | 1R      | A       | A       | A       | 0 / 9   | 9 − 9   |
| Total Victòries−Derrotes                                                                                                   | 8−5        | 28−21      | 26−22      | 31−18      | 25−18   | 14−13   | 14−12   | 21−18   | 22−17   | 19−17   | 17−19   | 15−15   | 12−16   | 4−7     | 2−2     | 262−225 | 262−225 |
| Rànquing a final d'any | 139        | 49         | 31         | 24         | 42      | 111     | 122     | 58      | 59      | 69      | 68      | 51      | 125     | 493     | 1137    |         |         |
| Llegenda: G: Guanyador; F: Finalista; SF: Semifinalista; QF: Quarts de final; Q: Qualificació; A: Absent; RR: Round Robin; |            |            |            |            |         |         |         |         |         |         |         |         |         |         |         |         |         |

## Guardons
- ATP Most Improved Player (2001)
- Laureus World Sports Award for Comeback of the Year (2001)